# Zelotes piceus
Zelotes piceus este o specie de păianjeni din genul Zelotes, familia Gnaphosidae. A fost descrisă pentru prima dată de Kroneberg, 1875. Conform Catalogue of Life specia Zelotes piceus nu are subspecii cunoscute.